# Дино Дворник (албум)
Дино Дворник је албум првенац истоименог певача из Сплита. Садржи 8 песама од којих су хитови Зашто правиш слона од мене, Теби припадам, Ти си ми у мислима, Љубав се зове именом твојим и Lady. Изашао је 1989. године у издању Југотона.

## О албуму
Албум је сниман 1988. године у Сплиту. Промо сингл Зашто правиш слона од мене је изашао децембра 1988. Такође се дебитовао на Загребфесту '88 са песмом Теби припадам. 
Албум је праћен спотовима за Зашто правиш слона од мене, Ти си ми у мислима, Љубав се зове именом твојим и Теби припадам.
Продат је у 750.000 примерака што га је чинило једним од врло популарних албума у тадашњој СФРЈ.
1994. године, Кроација рекордс издаје овај албум на ЦД. Крајем априла 2023. године, албум је наново издат на плочи.

## Списак песама
| №  | Назив                           | Трајање |  |
| 1. | Зашто правиш слона од мене      | 4:23    |  |
| 2. | Теби припадам                   | 3:35    |  |
| 3. | Баш сам љут                     | 4:06    |  |
| 4. | Нећу да знам за никог осим тебе | 3:51    |  |
| 5. | Ти си ми у мислима              | 4:17    |  |
| 6. | Lady                            | 3:57    |  |
| 7. | Ја нисам твој                   | 3:22    |  |
| 8. | Љубав се зове именом твојим     | 4:38    |  |

## Обраде
- Зашто правиш слона од мене[11][12][13] - Sgt. Pepper's Lonely Hearts Club Band (Битлси)[14]
- Ти си ми у мислима[12]

## Наслеђе
Деби албум Дина Дворника је рангиран на 48. месту од 100 најбољих албума југословенског рока између 1955-2015.
Репродукција омота за овај албум је коришћена као поштанска маркица за Пошту Хрватске 2020.

## Занимљивости
Друга верзија спота за песму Ти си ми у мислима је снимљена испред катедрале у Сарајеву.

## Топ листе

### Недељна листа
| Листа     | Највиша позиција |
| --------- | ---------------- |
| ХР Топ 40 | 1                |

| Листа     | Највиша позиција |
| --------- | ---------------- |
| ХР Топ 40 | 3                |

### Месечна листа
| Листа | Највиша позиција |
| ----- | ---------------- |
| Ритам | 2                |

| Листа | Највиша позиција |
| ----- | ---------------- |
| ХДУ   | 1                |

### Полугодишња листа
| Листа | Највиша позиција |
| ----- | ---------------- |
| ХДУ   | 1                |

| Листа | Највиша позиција |
| ----- | ---------------- |
| ХДУ   | 3                |

### Годишња листа
| Листа | Највиша позиција |
| ----- | ---------------- |
| Ритам | 8                |